# El Fresno de la Reforma
El Fresno de la Reforma är en ort i Mexiko.   Den ligger i kommunen Panindícuaro och delstaten Michoacán de Ocampo, i den centrala delen av landet, 280 km väster om huvudstaden Mexico City. El Fresno de la Reforma ligger 1 899 meter över havet och antalet invånare är 649.
Terrängen runt El Fresno de la Reforma är kuperad österut, men västerut är den platt. Runt El Fresno de la Reforma är det ganska glesbefolkat, med 43 invånare per kvadratkilometer. Närmaste större samhälle är Zacapú, 16,2 km söder om El Fresno de la Reforma. I omgivningarna runt El Fresno de la Reforma växer huvudsakligen savannskog.